# 香川農政事務所
高松地域センターは、農林水産省の地方支分部局である中国四国農政局（岡山市）の出先機関。

## 組織
- 高松地域センター（高松市サンポート）

## 管内事務所
- 香川農地防災事業所（高松市多肥上町）
  - 香川農地防災事業所
- 四国土地改良調査管理事務所（丸亀市飯山町真時字柳下）
  - 四国土地改良調査管理事務所